# Just Dronkers
Just Dronkers (Schoonhoven, 7 juni 1993) is een voormalig Nederlandse volleyballer, gespecialiseerd als libero.

## Sportieve successen

### Club
Nederlands Kampioenschap:
- 2016, 2017[3]
- 2013, 2015
- 2014

Nederlands SuperCup:
- 2015, 2016

Beker van Nederland:
- 2016

Belgisch Kampioenschap:
- 2018, 2019

### Nationaal team
Europa League:
- 2019